# الرياضيات في الهند القديمة

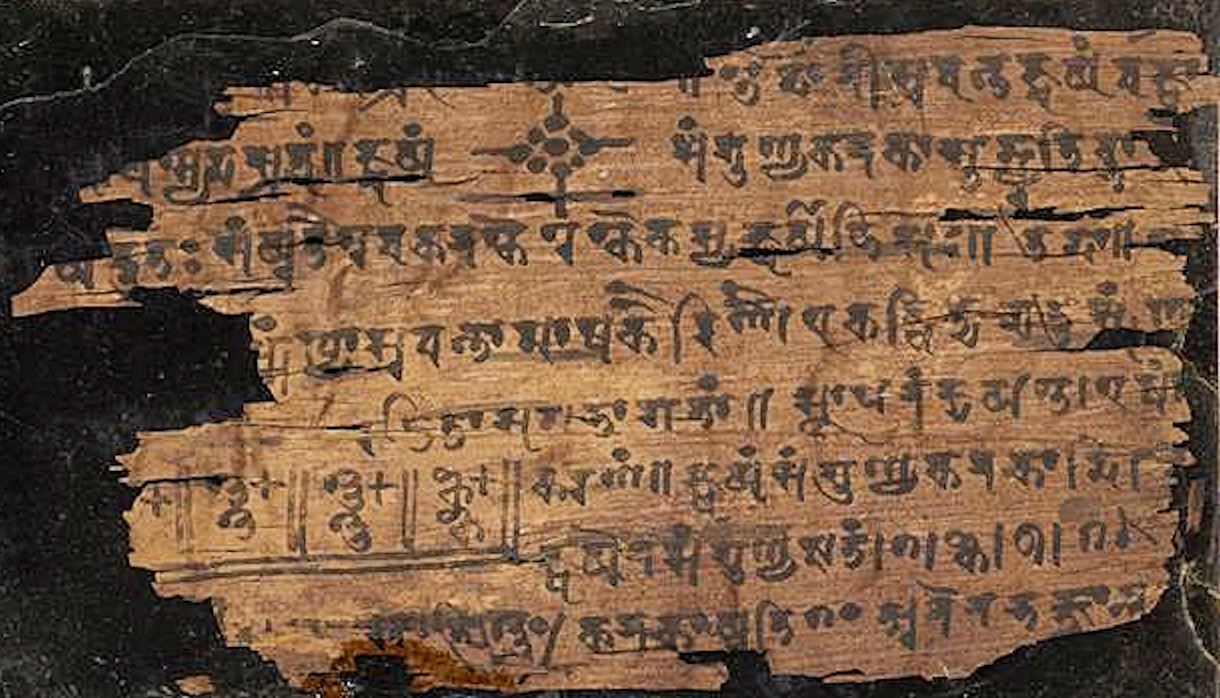
مخطوطة بخشالي

ظهرت الرياضيات الهندية (بالإنجليزية: Indian mathematics) في عام 1200 قبل الميلاد تقريبًا.
لم يُعرف لبداية الحضارة الهندية تاريخ محدد منذ 1000-800 ق.م
-الحضارة الهندية عبارة عن وثائق وكتب وشعارات ومنها...
- كتاب (vedes) والرياضيات به سطحية
- كتاب (sulbasutra) ويُعتقد أنه كتاب من 800-200 ق.م وبه ملحقات تحتوى على رياضيات أكثر من (vedes) وكانت الرياضيات فيه أكثر صراحة.

-هناك مسألة مضاعفة المساحة لـ altar المربع ومنها اكتشافًا لجذر 2 2√
حيث x² الطول x العرض يمكن كتابتها على الصورة (العرض x جذر 2)(الطولxجذر2).
-كتاب ال(vedes) أيضًا...كان عبارة عن أشعار حيث كانت الأشعار مرتبطة بطريقة التوافق أي التوافقيات ؛ لذلك كان من الصعب حفظه.
- ظهر الصف في سنة 600 او300 ق.م حيث كانَ أول ظهور في معبد هندوسي في كامبوديا، قُبلت الاعداد السالبة كنتائج للعمليات الحسابية مثل الحضارة اليونانية.
من أهم علماء الحضارة الهندية أريابهاتا وبراهماغوبتا وبهاسكارا الثاني.
تم تسجيل نظام العد العشري المستخدم اليوم لأول مرة في الرياضيات الهندية.